# پیتر سمپیل
پیتر سمپیل (انگلیسی: Peter Sampil؛ زادهٔ ۲۲ نوامبر ۱۹۷۴) بازیکن فوتبال اهل فرانسه است.
از باشگاه‌هایی که در آن بازی کرده‌است می‌توان به باشگاه فوتبال پاری سن ژرمن، باشگاه ورزشی آمیان، و باشگاه فوتبال آنژه اشاره کرد.